# 横山通夫
横山 通夫（よこやま みちお、1900年1月25日 - 1983年5月12日）は、日本の経営者。栃木県出身。

## 経歴
1922年に慶應義塾大学部理財科を卒業。九州電灯鉄道、東邦電力での勤務を経て、1942年に中部配電(のちの中部電力)理事に就任し、常務を経て、1951年に副社長に就任し、1961年4月に社長に昇格した。1969年5月には会長に就任し、1977年6月から相談役を務めた。
中部経済連合会会長、日本電気協会会長、日本ラグビーフットボール協会会長、名古屋鉄道監査役、東海銀行参与なども歴任した。
1960年11月に藍綬褒章を受章し、1974年11月に勲一等瑞宝章を受章した。
1983年5月12日脳出血のために死去。83歳没。